# Kate Vernon

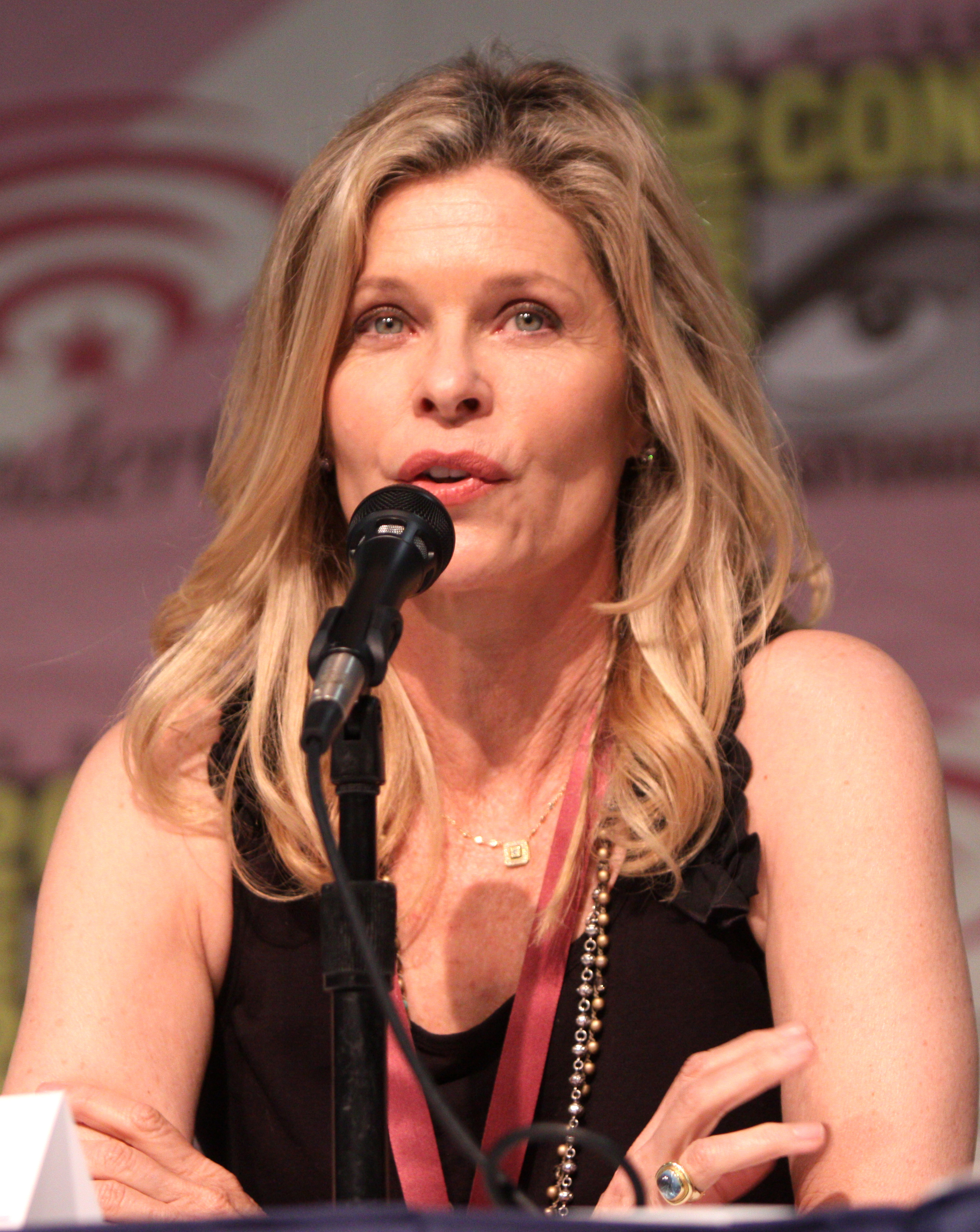
Kate Vernon

Katherine „Kate“ Vernon (* 1961 in Toronto, Ontario) ist eine kanadische Schauspielerin.

## Leben
Kate Vernon ist die Tochter von John Vernon und Nancy West. Meist wird angegeben, sie sei in Kanada geboren und erst als Kind nach Hollywood (Kalifornien) umgezogen, verschiedene Quellen geben jedoch auch Hollywood als ihren Geburtsort an. Ihre Schwester ist die kanadische Sängerin Nan Vernon.
Nachdem sie ursprünglich Architektin werden wollte, entschied sie sich gegen den Rat ihres Vaters doch für den Schauspielberuf. Nach einigen kleineren Rollen beginnend mit Chained Heat (1983) spielte sie zwischen 1984 und 1985 in 25 Folgen der Serie Falcon Crest als Lorraine Prescott mit. Eine Nebenrolle verkörperte sie in der Komödie Pretty in Pink (1986) mit Molly Ringwald. Durch die gestiegene Popularität bekam sie in der Folge einige größere Rollen in Film und Fernsehen, unter anderem in Malcolm X (1992) von Regisseur Spike Lee mit Denzel Washington und in Ein raffinierter Coup (Soft Deceit) (1994) mit Patrick Bergin. Des Weiteren trat sie im Film John Woo’s Blackjack (1998) mit Dolph Lundgren und in Wilde Tage (2003) mit Peter Falk auf. Zwischen 2004 und 2009 war sie wiederkehrend in allen vier Staffeln der Serie Battlestar Galactica zu sehen.

## Filmografie (Auswahl)
- 1984: Dallas (Fernsehserie, eine Folge)
- 1984–1985: Falcon Crest (Fernsehserie, 25 Folgen)
- 1986: Pretty in Pink
- 1987, 1989: Mord ist ihr Hobby (Murder, She Wrote, Fernsehserie, zwei Folgen)
- 1990: Wer ist hier der Boss? (Who’s the Boss?, Fernsehserie, vier Folgen)
- 1992: Malcolm X
- 1994: Ein raffinierter Coup (Soft Deceit)
- 1994: Dangerous Touch – Tödliche Berührung (Dangerous Touch)
- 1995: Mörderische Gier (The Sister-in-Law, Fernsehfilm)
- 1995, 1998: Outer Limits – Die unbekannte Dimension (The Outer Limits, Fernsehserie, zwei Folgen)
- 1996–1997: Nash Bridges (Fernsehserie, sieben Folgen)
- 1997: Die Todesflut (Flood: A River's Rampage, Fernsehfilm)
- 1998: John Woo’s Blackjack (Blackjack, Fernsehfilm)
- 1998: Star Trek: Raumschiff Voyager (Star Trek: Voyager, Fernsehserie, Staffel 5 – Folge 4)
- 1999: Begierde – The Hunger (The Hunger, Fernsehserie, eine Folge)
- 2001: Dawson’s Creek (Fernsehserie, eine Folge)
- 2001: Largo Winch – Gefährliches Erbe (Largo Winch, Fernsehfilm)
- 2003: Wilde Tage (Wilder Days, Fernsehfilm)
- 2004, 2009: CSI: Den Tätern auf der Spur (CSI: Crime Scene Investigation, Fernsehserie, zwei Folgen, verschiedene Rollen)
- 2004–2009: Battlestar Galactica (Fernsehserie, 24 Folgen)
- 2005: Confession
- 2005: School of Life – Lehrer mit Herz (School of Life, Fernsehfilm)
- 2005: Family Plan
- 2005: Das Spiel des Lebens (Knights of the South Bronx, Fernsehfilm)
- 2006: Last Chance Cafe (Fernsehfilm)
- 2007: Im sicheren Hafen (Safe Harbour, Fernsehfilm)
- 2009: The Mentalist (Fernsehserie, eine Folge)
- 2010: Mit Dir an meiner Seite (The Last Song)
- 2010: Heroes (Fernsehserie, zwei Folgen)
- 2010: Bones – Die Knochenjägerin (Bones, Fernsehserie, eine Folge)
- 2011: Red Faction: Origins (Fernsehfilm)
- 2011: Snatched
- 2013: Battledogs (Fernsehfilm)
- 2014: The 100 (Fernsehserie, drei Folgen)
- 2014: Prelude to Axanar
- 2014: 108 Stitches
- 2015: Christmas Truce (Fernsehfilm)
- 2017: Chicanery
- 2017: Amelia 2.0
- 2017: 12 Round Gun
- 2018: Groomzilla
- 2018: La Boda de Valentina (Fernsehfilm)
- 2018: His Master’s Voice
- 2018: Barking Mad
- 2018–2020: Condor (Fernsehserie, acht Folgen)
- 2019: Nightmare in Paradise (Wrongfully Accused)
- 2021: Barking Mad
- 2021: Romance in the Wilds
- 2021: Christmas in the Wilds
- 2021: Another Life (Fernsehserie, vier Folgen)
- 2021: Christmas on 5th Avenue (Fernsehfilm)
- 2021: Barking Mad
- 2023: True Lies (Fernsehserie, eine Folge)
- 2023: A Gettysburg Christmas
- 2025: Sullivan's Crossing (Fernsehserie)